# کوکولوس
کوکولوس (به لاتین: Kokolos یا Kakalos) 
(به تالشی: Kəkəlos) یک منطقه مسکونی است که در شهرستان آستارا واقع شده است. کوکولوس ۳۵۰۵ نفر جمعیت دارد.

## ریشه واژه
این روستا به دست گروهی از مردمان ناحیه پنسر (در آن زمان Bütəsər) در سده نوزدهم میلادی بنا نهاده شد. کَه در زبان تالشی به معنی خانه به معنی و لوس اشاره به نام جمع دارد و به معنی گروهی از خانه‌ها است. همچنین ممکن است برگرفته از واژه کوکا و یا کوکو در زبان تالشی به معنی وحشی یا هار و لوس به معنی گربه جنگلی باشد. (گربه جنگلی وحشی)